# IC 158
IC 158 ist eine elliptische Galaxie vom Hubble-Typ E2? im Sternbild Walfisch am Südsternhimmel. Sie ist rund 702 Millionen Lichtjahre von der Milchstraße entfernt und hat einen Durchmesser von etwa 100.000 Lichtjahren.
Entdeckt wurde das Objekt am 14. Dezember 1892 vom französischen Astronomen Stéphane Javelle.